# Stanley Jedidiah Samartha
Stanley Jedidiah Samartha (* 7. Oktober 1920 in Karkala; † 22. Juli 2001 in Bengaluru) war ein südindischer protestantischer Theologe.

## Leben und Werk
Nach seiner Ausbildung in Indien studierte Stanley Samartha auch in den Vereinigten Staaten unter anderem am Union Theological College in New York und am Hartford Seminary. Dort erwarb er sich 1958 seinen Dr. phil. Zudem studierte er in Basel.
Stanley Samartha lehrte an bedeutenden protestantischen theologischen Colleges in Indien unter anderem in Mangalore, am UTC Bangalore und in Serampore. Von 1971 bis 1980 wirkte er als Direktor des Programms für den „Dialog mit Menschen anderer Religionen und Ideologien“ des Ökumenischen Rates der Kirchen in Genf.
1986 erhielt er von der Universität Utrecht den Ehrendoktortitel.